# Andrea Sassetti
Andrea Sassetti (ur. 1960 w Fermo) – projektant mody, założyciel firmy Andrea Moda, produkującej odzież. W 1992 roku był właścicielem zespołu wyścigowego Andrea Moda Formula.
W 1992 roku podpalono jedną z jego dyskotek, a następnie dokonano nieudanego zamachu na niego. We wrześniu został aresztowany i oskarżony o oszustwa finansowe, za co trafił do więzienia.
Obecnie jest właścicielem sieci restauracji i klubów nocnych, jest także zaangażowany w branżę budowlaną.